# Apsiles
Els apsiles o absilis (llatí: Apsilae, Absilae, grec antic: (Ἀψίλαι, Ἀψίλιοι) eren un poble de la Còlquida a la costa de l'Euxí, que apareixen sotmesos successivament al rei del Pont, i més tard a Roma i a la Làzica. L'historiador Procopi diu que eren cristians. Les ciutats de Petra, Sebastòpolis i Tibeleos eren al seu territori, segons diu Flavi Arrià.
Cap a l'any 380 depenien del príncep dels lazes i en evacuar els romans el país van quedar integrats en el regne de Làzica. Al segle iv o v es van fer cristians. Amb Làzica van passar a l'Imperi Romà d'Orient l'any 680 i van quedar sota domini del Califat el 697. El 717 l'emperador romà d'Orient va reconèixer el senyor local (eristavi), revoltat contra els àrabs, com a príncep independent d'Apsilètia, i uns anys després l'eristavi es va sotmetre a Abkhàzia.